# Зареченское муниципальное образование (Тайшетский район)
Зареченское муниципальное образование — муниципальное образование со статусом сельского поселения в 
Тайшетском районе Иркутской области России. Административный центр — село Заречное.

## Население
| 2010 | 2011 | 2012 | 2013 | 2014 | 2015 | 2016 | 2017 |
| ---- | ---- | ---- | ---- | ---- | ---- | ---- | ---- |
| 554  | ↘552 | ↘538 | ↘533 | ↘522 | ↗524 | ↘521 | ↘506 |

По результатам Всероссийской переписи населения 2010 года 
численность населения муниципального образования составила 554 человека, в том числе 260 мужчин и 294 женщины.

## Населённые пункты
В состав муниципального образования входят населённые пункты
- Заречное
- Енисейка
- Запань
- Зыряновка
- Троицк
- Туманшет[9]

### Упразднённые населённые пункты
В 2004 году упразднены: участок Еловский и блок-пост Венгерка.